# Federação das Indústrias do Estado de Roraima
A Federação das Indústrias do Estado de Roraima, também conhecida como FIER, é uma entidade que reúne várias empresas industriais do estado de Roraima. A Federação é uma das entidades filiadas à Confederação Nacional da Indústria (CNI). Seu presidente é Rivaldo Fernandes Neves.
A entidade é responsável por realizar o  Prêmio FIER do Mérito Sindical, bem como a Feira da Indústria de Roraima.